# Дробязкин
Дробязкин — хутор в Новоаннинском районе Волгоградской области России. Входит в состав Новокиевского сельского поселения. Население 116 человек (2010).

## География
Расположен в северо-западной части области, в лесостепи, в пределах Хопёрско-Бузулукской равнины, являющейся южным окончанием Окско-Донской низменности. Есть два пруда.
Уличная сеть состоит из трёх географических объектов: ул. Полевая, ул. Северная, ул. Центральная.
Абсолютная высота 133 метра над уровнем моря
.

## Население
| 2010 |
| ---- |
| 116  |

Гендерный состав
По данным Всероссийской переписи населения 2010 года в гендерной структуре населения из 116 человек мужчин — 54 , женщин — 62 (46,6 и 53,4 % соответственно).
Национальный состав
Согласно результатам переписи 2002 года, в национальной структуре населения
русские составляли 88 % из общей численности населения в 168 человек

## Инфраструктура
Личное подсобное хозяйство.
Ведется газификация хутора. Проектирование и строительство внутрипоселкового газопровода в х. Дробязкин включено в областную целевую программу «Газификация Волгоградской области на 2013—2017 годы»

## Транспорт
Просёлочные дороги.